# オリザリン
オリザリン（英：Oryzalin）はジニトロアニリン系除草剤である。微小管の破壊（解重合）によって作用し、植物細胞の異方的成長を阻害する。コルヒチンの代用として植物の倍数体の誘導にも使用できる。